# Район Цудзукі
35°32′41″ пн. ш. 139°34′14″ сх. д. / 35.54472° пн. ш. 139.57056° сх. д.
Райо́н Цудзу́кі (яп. 都筑区, つづきく, МФА: [t͡su̥d͡zuki̥ ku], «Цудзуцький район») — район міста Йокогама префектури Канаґава в Японії. Станом на 1 квітня 2009 площа району становила 27,93 км². Станом на 1 липня 2011 населення району становило 203 417 осіб.